# Sidi uld Szajch Abdallahi
Sidi Muhammad uld Szajch Abdallahi (arab. سيدى محمد ولد الشيخ عبد الله, fr. Sidi Mohamed Ould Cheikh Abdallahi; ur. 1938 w Alaku, zm. 22 listopada 2020 w Nawakszucie) – mauretański polityk, w latach 2007–2008 sprawował urząd prezydenta Mauretanii. Został obalony przez wojskowy zamach stanu.

## Życiorys
Urodził się w 1938 roku w Alaku w Mauretanii, wówczas w składzie Francuskiej Afryki Zachodniej. Studiował matematykę, chemię i fizykę w Dakarze w Senegalu, a następnie uzyskał dyplom z ekonomii w Grenoble we Francji. Po powrocie do Mauretanii pracował jako dyrektor planowania.
Pełnił funkcję ministra gospodarki narodowej w latach 1971–1978, w czasie rządów Muchtara wuld Daddy. Jako minister był zaangażowany w proces nacjonalizacji kopalń żelaza oraz ustanowienie mauretańskiej waluty – ugiji. Po obaleniu rządu Daddy w zamachu stanu w lipcu 1978 został aresztowany, będąc zatrzymanym do 1979 roku.
W czasie rządów Maawijego uld Sid’Ahmada Taji, od 1986 do 1987 Abdallahi był ministrem zasobów wodnych i energetyki, a następnie ministrem rybołówstwa. Jednak w 1987 roku Taja aresztował Abdallahiego, oskarżając go o korupcję. Po uwolnieniu wyjechał na emigrację do Nigru, a do kraju wrócił w 2003 roku

### Wybory prezydenckie w 2007
Po obaleniu rządów Taja w 2004 roku, w lipcu 2006 Abdallahi ogłosił zamiar kandydowania w wyborach prezydenckich zapowiedzianych na marzec 2007, pierwszych demokratycznych wyborach w Mauretanii od czasu uzyskania niepodległości w 1960.
W kampanii wyborczej występował jako kandydat niezależny, lecz postrzegany był przez opozycję i obserwatorów jako kandydat rządzącej junty – Wojskowej Rady Sprawiedliwości i Demokracji, która zamierzała przekazać władzę przyszłemu prezydentowi.
Koalicja Sił na rzecz Demokratycznych Zmian, która wygrała wybory parlamentarne w listopadzie i grudniu 2006, zaapelowała nawet do międzynarodowych organizacji, m.in. Unii Afrykańskiej, oskarżając juntę o prowadzenie otwartej kampanii na rzecz konkretnego kandydata, poprzez rozmaite metody, m.in. wywieranie nacisku na wpływowych lokalnych polityków w celu zapewnienia poparcia Abdallahiemu.
W pierwszej turze wyborów 11 marca 2007 Abdallahi zajął pierwsze miejsce, zdobywając prawie 25% głosów poparcia. Drugie miejsce z wynikiem 20,7% zajął Ahmad uld Daddah. W drugiej turze 25 marca 2007 ponownie zwyciężył Abdallahi zdobywając 53% głosów. Objął urząd 19 kwietnia 2007.
Uznany był przez społeczność międzynarodową za pierwszego demokratycznie wybranego prezydenta Mauretanii; prowadził politykę otwarcia kraju na współpracę międzynarodową, faktycznej likwidacji niewolnictwa oraz dialogu z uchodźcami z kraju tworzącymi Afrykańskie Siły Wyzwolenia Mauretanii (FLAM). Krytykowany był jednak w kraju za daleko idący nepotyzm i rosnące ambicje polityczne.

### Zamach stanu w 2008
4 sierpnia 2008 25 z 49 deputowanych oraz 24 z 45 senatorów proprezydenckiej partii ADIL ogłosiło opuszczenie szeregów tej partii, co spowodowało utratę większości parlamentarnej przez rząd premiera al-Waghafa. O zaplanowanie tego posunięcia jedna z mauretańskich partii już w czerwcu 2008 oskarżała szefa prezydenckiej straży bezpieczeństwa generała Muhammada uld Abd al-Aziza.
Rano 6 sierpnia 2008 prezydent Abdallahi odwołał ze stanowiska szefa straży prezydenckiej Abd al-Aziza wraz z kilkoma innymi wojskowymi. W tym samym dniu generał Abd al-Aziz zainicjował zamach stanu, zajmując pałac prezydencki w Nawakszucie. Prezydent Abdallahi oraz premier Jahja uld Ahmad al-Waghaf zostali zatrzymani. W swoim oświadczeniu Abd al-Aziz ogłosił unieważnienie dekretu prezydenta o odwołaniu straży bezpieczeństwa oraz objęcie przywództwa w nowej Radzie Państwa. 11-osobowa Rada Państwa ogłosiła Abdallahiego „byłym prezydentem” i zapowiedziała przeprowadzenie nowych wyborów prezydenckich „tak szybko jak to możliwe”.
Abdallahi został uwolniony z aresztu domowego dopiero 21 grudnia 2008.